# Kurt Aßmann
Kurt Aßmann (ur. 13 lipca 1883, zm. 26 lipca 1962) – niemiecki historyk wojskowości, wiceadmirał.
Podczas I wojny światowej dowodził Flotyllą Torpedowców „Flandria”. Podczas II wojny światowej był szefem Archiwum Marynarki Wojennej. Przeszedł na emeryturę w 1943 r.
Dzięki swej znajomości taktyk i dokumentów Kriegsmarine, podczas procesów norymberskich pomagał Otto Kranzbühlerowi w obronie Karla Dönitza.

## Publikacje
- Wandlungen der Seekriegführung (Berlin, 1943)
- Deutsche Schicksalsjahre (1950)
- Deutsche Seestrategie in zwei Weltkriegen (1957)

## Odznaczenia
Odznaczenia adm. Aßmanna to między innymi:
- Order Orła Czerwonego IV klasy
- Kawaler Orderu Hohenzollernów z mieczami na wstędze wojennej
- Krzyż Żelazny I klasy
- Krzyż Żelazny II klasy
- Kawaler II klasy Orderu Lwa Zeryngeńskiego z mieczami i liśćmi dębu (Badenia)
- Hamburski Krzyż Hanzeatycki (Hamburg)
- Krzyż Fryderyka Augusta I klasy (Oldenburg)